# (129186) Joshgrindlay
(129186) Joshgrindlay est un astéroïde de la ceinture principale.

## Description
(129186) Joshgrindlay est un astéroïde de la ceinture principale. Il fut découvert le 13 juin 2005 au Mont Lemmon par le projet Mount Lemmon Survey. Il présente une orbite caractérisée par un demi-grand axe de 2,36 UA, une excentricité de 0,11 et une inclinaison de 7,3° par rapport à l'écliptique.
Il est nommé d'après un contributeur de la mission OSIRIS-REx dont l'objet est l'étude de l'astéroïde (101955) Bénou.